# 山中秀二郎

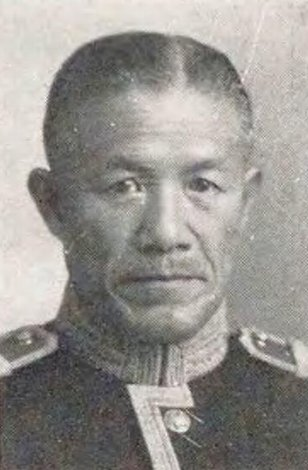
山中秀二郎

山中 秀二郎（やまなか ひでじろう、1879年（明治12年）12月15日 – 1944年（昭和19年）3月1日）は、日本の検事、鉄道官僚。貴族院男爵議員。

## 経歴
陸軍中将・男爵山中信儀の二男として生まれ、1926年（大正15年）5月15日に男爵を襲爵した。1912年（明治45年）、東京帝国大学法科大学独法科を卒業。翌年に司法官試補となり、東京地方裁判所・区裁判所検事、広島地方裁判所・区裁判所検事、福岡地方裁判所・区裁判所検事を歴任した。1923年（大正12年）、東京鉄道局副参事に転じ、水戸運輸事務所長、人事係長、参事、鉄道省事務官、鉄道監察官を歴任した。
1939年（昭和14年）7月10日、貴族院男爵議員に選出され、公正会に所属して活動し死去するまで在任した。
その他に富岩鉄道株式会社取締役を務めた。

## 親族
- 前田利昭 - 妻の父。七日市藩藩主。子爵。
  - 前田利定 - 妻の兄。逓信大臣。農商務大臣。子爵。
  - 前田利為 - 妻の兄。陸軍大将。侯爵。